# FINA Diving World Series
Die Diving World Series (DWS) ist eine seit 2007 alljährlich von der Fédération Internationale de Natation (FINA) veranstaltete Wettkampfserie im Wasserspringen. Nur die weltbesten Sportler werden zur Teilnahme zugelassen. Meist sind dies die Medaillengewinner der vorangegangenen Olympischen Spiele, Weltmeisterschaften und Weltcups. Jedes Mitgliedsland der FINA kann außerdem eine Wild Card vergeben, d. h. es kann zusätzlich zu seinen bewährten Sportlern ein vielversprechendes, bis dahin auf der internationalen Bühne aber noch unbekanntes neues Talent zur Teilnahme nominieren. Meist finden vier oder fünf Etappen pro Jahr statt, üblicherweise befindet sich der Austragungsort jeder dieser Etappen auf einem anderen Kontinent. Für jede erfolgreiche Wettbewerbsteilnahme werden Punkte vergeben, aus den gesammelten Einzelpunktwerten der DWS wird nach Ende der letzten Jahresetappe eine Weltrangliste (Overall-Ranking) gebildet. Die drei höchsten Platzierungen in jeder Disziplin sind mit Preisgeldern dotiert.

## Allgemeines
Die FINA ist auch verantwortlich für die zweijährlich ausgetragenen Schwimmweltmeisterschaften (eigentlich Wassersport-Weltmeisterschaften; Wasserspringen ist hier eine von mehreren Sportarten) und Weltcups. Sowohl Weltmeisterschaften als auch Weltcups dienen den antretenden Athleten vor Olympischen Spielen als Qualifikationsverfahren und gelten nach Olympia als die wichtigsten internationalen Wettkämpfe dieses Sports. Die DWS hat keinen so hohen Stellenwert, ermöglicht den Hochleistungssportlern dieses Wettkampfniveaus aber, sich mehrmals jährlich mit ihren Konkurrenten der großen Turniere zu messen und so eine regelmäßige Rückmeldung auch zu ihrem eigenen derzeitigen Trainingsstand zu erhalten.
Im Overall-Ranking werden die Ergebnisse der einzelnen DWS-Etappen zusammengerechnet. Die Wasserspringer erhalten Punkte für ihre Platzierungen in den einzelnen Wettkämpfen. Bei den Einzelwettbewerben werden die Punkte für jeden Springer separat gezählt, bei den Wettbewerbe im Synchronspringen werden die Punkte dagegen dem Teilnahmeland zugerechnet (manche Länder schicken unterschiedliche Synchronpaare in die Wettbewerbe der unterschiedlichen Etappen, hier wurden die Punkte der verschiedenen Paare also zusammengerechnet). Zwar werden für die Sieger der World Series (die Höchstplatzierten im Overall-Ranking) keine gesonderten Medaillen vergeben, die besten Springer (bzw. Länderteams) erhalten jedoch entsprechend gestufte Preisgelder. Bei besonders hohen Punktzahlen in einzelnen Etappen können Athleten auch in das Ranking aufgenommen werden, ohne an allen Etappen teilgenommen zu haben. Voraussetzung für den Erhalt des Preisgeldes ist jedoch die Teilnahme an allen Etappen des Jahres.
Bis 2018 wurden in 12 DWS insgesamt 51 Etappen ausgetragen, davon 13 in  China, elf in  Mexiko, acht in  Russland, sieben im  Vereinigten Königreich, je fünf in  Kanada und den  Vereinigten Arabischen Emiraten und je eine in  Japan und  Katar. Seit 2015 gibt es zusätzlich zu den nach Geschlechtern getrennten Disziplinen auch zwei gemischte Synchronwettbewerbe pro Etappe.

## DWS-Austragungsorte
| #  | Jahr | 1. Austragungsort | 2. Austragungsort | 3. Austragungsort | 4. Austragungsort | 5. Austragungsort | 6. Austragungsort |
| -- | ---- | ----------------- | ----------------- | ----------------- | ----------------- | ----------------- | ----------------- |
| 1  | 2007 | Sheffield         | Mexiko-Stadt      | Nanjing           | –                 | –                 | –                 |
| 2  | 2008 | Tijuana           | Sheffield         | Nanjing           | –                 | –                 | –                 |
| 3  | 2009 | Doha              | Changzhou         | Sheffield         | Tijuana           | –                 | –                 |
| 4  | 2010 | Qingdao           | Veracruz          | Veracruz          | –                 | –                 | –                 |
| 5  | 2011 | Moskau            | Peking            | Sheffield         | Guanajuato        | –                 | –                 |
| 6  | 2012 | Dubai             | Peking            | Moskau            | Tijuana           | –                 | –                 |
| 7  | 2013 | Peking            | Dubai             | Edinburgh         | Moskau            | Guadalajara       | Guadalajara       |
| 8  | 2014 | Peking            | Dubai             | London            | Moskau            | Windsor           | Monterrey         |
| 9  | 2015 | Peking            | Dubai             | Kasan             | London            | Windsor           | Mérida            |
| 10 | 2016 | Peking            | Dubai             | Windsor           | Kasan             | –                 | –                 |
| 11 | 2017 | Peking            | Guangzhou         | Kasan             | Windsor           | –                 | –                 |
| 12 | 2018 | Peking            | Fuji              | Montreal          | Kasan             | –                 | –                 |

## Podestplatzierungen (Overall-Rankings)
Springe zu: 2007 • 2008 • 2009 • 2010 • 2011 • 2012 • 2013 • 2014 • 2015 • 2016 • 2017 • 2018
| DWS-Jahr | Platz  | Disziplin (Frauen)                                    | Disziplin (Frauen)                                                                   | Disziplin (Frauen)                                    | Disziplin (Frauen)                                                       | Disziplin (Männer)                                    | Disziplin (Männer)                                                                               | Disziplin (Männer)  | Disziplin (Männer)                                                    | Disziplin (Gemischt)                                       | Disziplin (Gemischt)                                                                                |
| DWS-Jahr | Platz  | 3 m Einzel                                            | 3 m Synchron                                                                         | 10 m Einzel                                           | 10 m Synchron                                                            | 3 m Einzel                                            | 3 m Synchron                                                                                     | 10 m Einzel         | 10 m Synchron                                                         | 3 m Synchron                                               | 10 m Synchron                                                                                       |
| -------- | ------ | ----------------------------------------------------- | ------------------------------------------------------------------------------------ | ----------------------------------------------------- | ------------------------------------------------------------------------ | ----------------------------------------------------- | ------------------------------------------------------------------------------------------------ | ------------------- | --------------------------------------------------------------------- | ---------------------------------------------------------- | --------------------------------------------------------------------------------------------------- |
| 2007     | Gold   | Guo Jingjing                                          | CHN: Guo Jingjing, Wu Minxia                                                         | Chen Ruolin                                           | CHN: Chen Ruolin, Wang Xin                                               | Qin Kai                                               | CHN: Qin Kai, Wang Feng                                                                          | Zhou Lüxin          | CHN: Lin Yue, Huo Liang                                               | –                                                          | –                                                                                                   |
| 2007     | Silber | Yulia Pakhalina                                       | RUS: Yulia Pakhalina, Anastasia Pozdnyakova                                          | Wang Xin                                              | CAN: Émilie Heymans, Marie-Ève Marleau                                   | Alexandre Despatie                                    | CAN: Alexandre Despatie, Arturo Miranda                                                          | Lin Yue             | CUB: José Guerra, Erick Fornaris                                      | –                                                          | –                                                                                                   |
| 2007     | Bronze | Wu Minxia                                             | AUS: Briony Cole, Sharleen Stratton                                                  | Paola Espinoza Sánchez                                | AUS: Briony Cole, Melissa Wu                                             | He Chong                                              | CUB: Jorge Betancourt, Erick Fornaris                                                            | José Guerra         | USA: David Boudia, Thomas Finchum                                     | –                                                          | –                                                                                                   |
| 2008     | Gold   | Wu Minxia                                             | CHN: Guo Jingjing, Wu Minxia                                                         | Paola Espinoza Sánchez                                | CAN: Émilie Heymans, Marie-Ève Marleau                                   | Qin Kai                                               | CHN: Qin Kai, Wang Feng                                                                          | Zhou Lüxin          | RUS: Konstantin Khanbekov, Oleg Vikulov                               | –                                                          | –                                                                                                   |
| 2008     | Silber | Anna Lindberg                                         | RUS: Yulia Pakhalina, Anastasia Pozdnyakova                                          | Wang Xin                                              | MEX: Paola Espinoza Sánchez, Tatiana Ortiz                               | He Chong                                              | RUS: Yury Kunakov, Dmitry Sautin                                                                 | Jeinkler Aguirre    | CUB: Erick Fornaris, José Guerra                                      | –                                                          | –                                                                                                   |
| 2008     | Bronze | Guo Jingjing                                          | GBR: Tandi Gerrard, Hayley Sage                                                      | Émilie Heymans                                        | GBR: Sarah Barrow, Monique McCarroll                                     | Yahel Castillo                                        | GBR: Ben Swain, Nicholas Robinson-Baker                                                          | Tom Daley           | USA: David Boudia, Thomas Finchum                                     | –                                                          | –                                                                                                   |
| 2009     | Gold   | He Zi                                                 | CHN: Guo Jingjing, Wu Minxia                                                         | Li Kang                                               | CHN: Li Kang, ?                                                          | Qin Kai                                               | CHN: Qin Kai, ?                                                                                  | Qiu Bo              | GER: Patrick Hausding, Sascha Klein                                   | –                                                          | –                                                                                                   |
| 2009     | Silber | Sharleen Stratton                                     | RUS: Yulia Pakhalina, Anastasia Pozdnyakova                                          | Roseline Filion Melissa Wu                            | AUS: Briony Cole, Melissa Wu                                             | Yahel Castillo; Zhang Xinhua                          | GBR: Nicholas Robinson-Baker, Ben Swain                                                          | Matthew Mitcham     | CUB: Jeinkler Aguirre, José Guerra                                    | –                                                          | –                                                                                                   |
| 2009     | Bronze | Kelci Bryant                                          | AUS: Briony Cole, Sharleen Stratton                                                  | Nicht vergeben: Punktgleichstand der Zweitplatzierten | CAN: Roseline Filion, Meaghan Benfeito                                   | Nicht vergeben: Punktgleichstand der Zweitplatzierten | GER: Sascha Klein, ?                                                                             | Tom Daley           | CHN: Huo Liang, Lin Yue                                               | –                                                          | –                                                                                                   |
| 2010     | Gold   | He Zi                                                 | CHN: Wu Minxia, He Zi                                                                | Chen Ruolin                                           | CHN: Wang Hao, Chen Ruolin                                               | Qin Kai                                               | CHN: Qin Kai, Zhang Xinhua                                                                       | Qiu Bo              | CHN: Zhang Yanquan, Cao Yuan                                          | –                                                          | –                                                                                                   |
| 2010     | Silber | Paola Espinoza Sánchez                                | RUS: Svetlana Filippova, Anastasia Pozdnyakova                                       | Kang Li                                               | CAN: Meaghan Benfeito, Roseline Filion                                   | Yahel Castillo                                        | RUS: Dmitry Sautin, Yuriy Kunakov                                                                | Germán Sánchez      | GER: Patrick Hausding, Sascha Klein                                   | –                                                          | –                                                                                                   |
| 2010     | Bronze | Jennifer Abel                                         | CAN: Jennifer Abel, Meaghan Benfeito                                                 | Paola Espinoza Sánchez                                | GBR: Monique Gladding, Megan Sylvester                                   | Alexandre Despatie                                    | GER: Stephan Feck, Patrick Hausding                                                              | Alexei Krawtschenko | CUB: Jeinkler Aguirre, José Guerra                                    | –                                                          | –                                                                                                   |
| DWS-Jahr | Platz  | Disziplin (Frauen)                                    | Disziplin (Frauen)                                                                   | Disziplin (Frauen)                                    | Disziplin (Frauen)                                                       | Disziplin (Männer)                                    | Disziplin (Männer)                                                                               | Disziplin (Männer)  | Disziplin (Männer)                                                    | Disziplin (Gemischt)                                       | Disziplin (Gemischt)                                                                                |
| DWS-Jahr | Platz  | 3 m Einzel                                            | 3 m Synchron                                                                         | 10 m Einzel                                           | 10 m Synchron                                                            | 3 m Einzel                                            | 3 m Synchron                                                                                     | 10 m Einzel         | 10 m Synchron                                                         | 3 m Synchron                                               | 10 m Synchron                                                                                       |
| 2011     | Gold   | He Zi                                                 | CHN: Wu Minxia, He Zi                                                                | Chen Ruolin                                           | CHN: Wang Hao, Chen Ruolin                                               | Qin Kai                                               | MEX: Yahel Castillo, Daniel Islas                                                                | Qiu Bo              | GER: Patrick Hausding, Sascha Klein                                   | –                                                          | –                                                                                                   |
| 2011     | Silber | Jennifer Abel                                         | CAN: Jennifer Abel, Émilie Heymans                                                   | Hu Yadan                                              | CAN: Meaghan Benfeito, Roseline Filion                                   | He Chong                                              | GER: Patrick Hausding, Stephan Feck CHN: Qin Kai, Luo Yutong UKR: Illya Kvasha, Oleksij Pryhorow | Sascha Klein        | CUB: Jeinkler Aguirre, José Guerra                                    | –                                                          | –                                                                                                   |
| 2011     | Bronze | Tania Cagnotto                                        | RUS: Nadezhda Bazhina, Svetlana Filippova; Svetlana Filippova, Anastasia Pozdniakova | Paola Espinoza Sánchez                                | AUS: Alexandra Croak, Melissa Wu                                         | Yahel Castillo                                        | Nicht vergeben: Punktgleichstand der Zweitplatzierten                                            | Tom Daley           | GBR: Tom Daley, Peter Waterfield Mexiko: Iván García, Germán Sánchez  | –                                                          | –                                                                                                   |
| 2012     | Gold   | He Zi                                                 | CHN: Wu Minxia, He Zi                                                                | Chen Ruolin                                           | CHN: Hao Wang, Chen Ruolin                                               | He Chong                                              | UKR: Illya Kvasha, Oleksij Pryhorow; Oleksandr Gorshkovozov, Oleh Kolodij                        | Tom Daley           | GBR: Tom Daley, Peter Waterfield                                      | –                                                          | –                                                                                                   |
| 2012     | Silber | Tania Cagnotto                                        | USA: Kassidy Cook, Christina Loukas; Kelci Bryant, Abigail Johnston                  | Pandelela Rinong                                      | CAN: Meaghan Benfeito, Roseline Filion                                   | Qin Kai                                               | CHN: Qin Kai, Luo Yutong                                                                         | David Boudia        | GER: Patrick Hausding, Sascha Klein USA: David Boudia, Nick McCrory   | –                                                          | –                                                                                                   |
| 2012     | Bronze | Wu Minxia                                             | ITA: Tania Cagnotto, Francesca Dallapé                                               | Paola Espinoza Sánchez                                | MAS: Pandelela Rinong, Leong Mun Yee                                     | Ilya Zakharov                                         | GER: Patrick Hausding, Stephan Feck                                                              | Sascha Klein        | Nicht vergeben: Punktgleichstand der Zweitplatzierten                 | –                                                          | –                                                                                                   |
| 2013     | Gold   | He Zi                                                 | CHN: Wu Minxia, Shi Tingmao; Wang Han, He Zi                                         | Si Yajie                                              | CHN: Chen Ruolin, Liu Huixia; Liu Huixia, Si Yajie                       | Yahel Castillo                                        | CHN: He Chong, Qin Kai; He Chao, Li Shixin                                                       | Viktor Minibaev     | RUS: Artem Chesakov, Viktor Minibaev                                  | –                                                          | –                                                                                                   |
| 2013     | Silber | Laura Sánchez                                         | UKR: Olena Fedorova, Hanna Pysmenska; Wiktorija Kessar, Anastassija Nedobiha         | Pandelela Rinong                                      | MAS: Cheong Jun Hoong, Pandelela Rinong; Pandelela Rinong, Leong Mun Yee | He Chong                                              | UKR: Illya Kvasha, Oleksij Pryhorow; Oleksandr Gorshkovozov, Oleh Kolodij                        | Iván García         | CUB: Jeinkler Aguirre, José Guerra                                    | –                                                          | –                                                                                                   |
| 2013     | Bronze | Olena Fedorova                                        | MAS: Cheong Jun Hoong, Ng Yan Yee                                                    | Chen Ruolin                                           | CAN: Meaghan Benfeito, Roseline Filion; Carol-Ann Ware, Pamela Ware      | Illya Kvasha                                          | MEX: Yahel Castillo, Daniel Islas                                                                | Lin Yue             | MEX: Iván García, Adán Zúñiga; Iván García, Germán Sánchez            | –                                                          | –                                                                                                   |
| 2014     | Gold   | Wang Han                                              | CHN: Wu Minxia, Shi Tingmao; Wang Han, He Zi                                         | Liu Huixia                                            | CHN: Chen Ruolin, Liu Huixia; Huang Xiaohui, Lian Jie                    | He Chong                                              | CHN: Cao Yuan, Lin Yue; He Chong, Qin Kai                                                        | Viktor Minibaev     | CHN: Cao Yuan, Lin Yue; Yang Jian, Chen Aisen; Tai Xiaohu, Yang Hao   | –                                                          | –                                                                                                   |
| 2014     | Silber | He Zi                                                 | ITA: Tania Cagnotto, Francesca Dallapé                                               | Pandelela Rinong                                      | MAS: Pandelela Rinong, Leong Mun Yee; Cheong Jun Hoong, Pandelela Rinong | Illya Kvasha                                          | UKR: Oleksandr Gorshkovozov, Illya Kvasha                                                        | Qiu Bo              | GER: Patrick Hausding, Sascha Klein                                   | –                                                          | –                                                                                                   |
| 2014     | Bronze | Tania Cagnotto                                        | CAN: Jennifer Abel, Pamela Ware                                                      | Roseline Filion                                       | CAN: Meaghan Benfeito, Roseline Filion GBR: Sarah Barrow, Tonia Couch    | Jack Laugher                                          | GER: Stephan Feck, Patrick Hausding                                                              | Tom Daley           | MEX: Iván García, Germán Sánchez                                      | –                                                          | –                                                                                                   |
| DWS-Jahr | Platz  | Disziplin (Frauen)                                    | Disziplin (Frauen)                                                                   | Disziplin (Frauen)                                    | Disziplin (Frauen)                                                       | Disziplin (Männer)                                    | Disziplin (Männer)                                                                               | Disziplin (Männer)  | Disziplin (Männer)                                                    | Disziplin (Gemischt)                                       | Disziplin (Gemischt)                                                                                |
| DWS-Jahr | Platz  | 3 m Einzel                                            | 3 m Synchron                                                                         | 10 m Einzel                                           | 10 m Synchron                                                            | 3 m Einzel                                            | 3 m Synchron                                                                                     | 10 m Einzel         | 10 m Synchron                                                         | 3 m Synchron                                               | 10 m Synchron                                                                                       |
| 2015     | Gold   | Jennifer Abel                                         | CHN: Wu Minxia, Shi Tingmao; Wang Han, He Zi                                         | Tonia Couch                                           | CHN: Chen Ruolin, Liu Huixia; Lian Jie, Si Yajie                         | Jack Laugher                                          | CHN: Qin Kai, Cao Yuan; He Chao, He Chong                                                        | Yang Jian           | CHN: Chen Aisen, Lin Yue; Yang Jian, Lin Yue; Lian Junjie, Tai Xiaohu | CHN: Chen Aisen, He Zi; Wang Han, Yang Hao; Lin Yue, He Zi | CHN: Lian Jie, Tai Xiaohu; Lian Junjie, Si Yajie                                                    |
| 2015     | Silber | Shi Tingmao                                           | CAN: Jennifer Abel, Pamela Ware; Jennifer Abel, Carol-Ann Ware                       | Roseline Filion                                       | CAN: Meaghan Benfeito, Roseline Filion                                   | Patrick Hausding                                      | MEX: Jahir Ocampo, Rommel Pacheco                                                                | Tom Daley           | GER: Patrick Hausding, Sascha Klein                                   | CAN: Jennifer Abel, François Imbeau-Dulac                  | CAN: Meaghan Benfeito, Vincent Riendeau                                                             |
| 2015     | Bronze | He Zi                                                 | GBR: Alicia Blagg, Rebecca Gallantree                                                | Pandelela Rinong                                      | MAS: Cheong Jun Hoong, Leong Mun Yee                                     | Cao Yuan                                              | GER: Stephan Feck, Patrick Hausding                                                              | Qiu Bo              | MEX: Iván García, Germán Sánchez                                      | MEX: Dolores Hernández, Rommel Pacheco                     | MEX: Paola Espinosa, Jahir Ocampo; Jahir Ocampo, Alejandra Orozco; Alejandra Orozco, Germán Sánchez |
| 2016     | Gold   | Shi Tingmao                                           | CHN: Wang Han, He Zi                                                                 | Roseline Filion                                       | CHN: Si Yajie, Liu Huixia; Liu Huixia, Chen Ruolin                       | Cao Yuan                                              | UKR: Oleksandr Gorshkovozov, Illya Kvasha                                                        | Chen Aisen          | CHN: Chen Aisen, Lin Yue                                              | CHN: Wang Han, Yang Hao                                    | CHN: Tai Xiaohu, Chang Yani                                                                         |
| 2016     | Silber | Maddison Keeney Jennifer Abel                         | ITA: Tania Cagnotto, Francesca Dallapé                                               | Tonia Couch                                           | CAN: Meaghan Benfeito, Roseline Filion                                   | He Chao                                               | GBR: Jack Laugher, Chris Mears                                                                   | Tom Daley           | GBR: Tom Daley, Daniel Goodfellow                                     | CAN: Jennifer Abel, François Imbeau-Dulac                  | CAN: Meaghan Benfeito, Vincent Riendeau                                                             |
| 2016     | Bronze | Nicht vergeben: Punktgleichstand der Zweitplatzierten | UKR: Wiktorija Kessar, Anastassija Nedobiha                                          | Melissa Wu                                            | GBR: Tonia Couch, Lois Toulson                                           | Rommel Pacheco                                        | MEX: Jahir Ocampo, Rommel Pacheco                                                                | David Boudia        | UKR: Maksym Dolhow, Oleksandr Gorshkovozov                            | MEX: Dolores Hernández, Jahir Ocampo                       | ITA: Noemi Bátki, Maicol Verzotto                                                                   |
| 2017     | Gold   | Shi Tingmao                                           | CHN: Shi Tingmao, Chang Yani                                                         | Si Yajie                                              | CHN: Ren Qian, Si Yajie                                                  | Xie Siyi                                              | CHN: Xie Siyi, Cao Yuan                                                                          | Chen Aisen          | CHN: Chen Aisen, Yang Hao                                             | CHN: Wang Han, Li Zheng                                    | CHN: Lian Jie, Lian Junjie                                                                          |
| 2017     | Silber | Maddison Keeney                                       | AUS: Anabelle Smith, Esther Qin                                                      | Ren Qian                                              | MAS: Pandelela Pamg, Nur Dhabitah Sabri                                  | Jack Laugher                                          | RUS: Evgeny Kuznetsov, Ilia Zakharov                                                             | Yang Hao            | GER: Patrick Hausding, Sascha Klein                                   | CAN: Jennifer Abel, François Imbeau-Dulac                  | AUS: Domonic Bedggood, Melissa Wu                                                                   |
| 2017     | Bronze | Jennifer Abel                                         | CAN: Jennifer Abel, Mélissa Citrini-Beaulieu                                         | Meaghan Benfeito                                      | CAN: Meaghan Benfeito, Caeli McKay                                       | Cao Yuan                                              | GBR: Jack Laugher, Chris Mears                                                                   | Tom Daley           | RUS: Aleksandr Bondar, Viktor Minibaev                                | AUS: Kevin Chávez, Maddison Keeney                         | CAN: Meaghan Benfeito, Vincent Riendeau                                                             |
| 2018     | Gold   | Shi Tingmao                                           | CHN: Shi Tingmao, Chang Yani; Wang Han, Chen Yiwen                                   | Ren Qian                                              | CHN: Zhang Jiaqi, Zhang Minjie; Lin Shan, Si Yajie                       | Cao Yuan                                              | CHN: Xie Siyi, Cao Yuan                                                                          | Yang Jian           | RUS: Aleksandr Bondar, Viktor Minibaev                                | GBR: Tom Daley, Grace Reid                                 | PRK: Hyon Il-myong, Kim Mi-hwa RUS: Nikita Schleicher, Julija Timoschinina                          |
| 2018     | Silber | Wang Han                                              | CAN: Jennifer Abel, Mélissa Citrini-Beaulieu                                         | Kim Mi-rae                                            | MAS: Cheong Jun Hoong, Pandelela Pamg                                    | Xie Siyi                                              | RUS: Evgeny Kuznetsov, Ilia Zakharov                                                             | Aleksandr Bondar    | UKR: Maksym Dolhow, Oleksandr Gorshkovozov                            | CAN: Jennifer Abel, François Imbeau-Dulac                  | Nicht vergeben: Punktgleichstand der Erstplatzierten                                                |
| 2018     | Bronze | Jennifer Abel                                         | AUS: Anabelle Smith, Esther Qin; Georgia Sheehan, Esther Qin                         | Kim Kuk-hyang                                         | PRK: Kim Kuk-hyang, Kim Mi-rae                                           | Ilia Zakharov                                         | UKR: Oleksandr Gorshkovozov, Oleh Kolodij                                                        | Nikita Schleicher   | CHN: Chen Aisen, Yang Hao; Qiu Bo, Yang Jian                          | GER: Lou Massenberg, Tina Punzel                           | GER: Florian Fandler, Tina Punzel                                                                   |

### Länderspiegel
Folgende Länderteams (inklusive Einzelleistungen) waren am erfolgreichsten:
| Rang   | Land                   | Gold | Silber | Bronze | Gesamt |
| ------ | ---------------------- | ---- | ------ | ------ | ------ |
| 01     | Volksrepublik China    | 83   | 21     | 12     | 116    |
| 02     | Russland               | 06   | 10     | 06     | 022    |
| 03     | Vereinigtes Königreich | 05   | 07     | 15     | 027    |
| 04     | Kanada                 | 03   | 21     | 15     | 039    |
| 05     | Mexiko                 | 02   | 09     | 16     | 027    |
| 06     | Deutschland            | 02   | 08     | 08     | 018    |
| 07     | Ukraine                | 02   | 06     | 03     | 011    |
| 08     | Nordkorea              | 01   | 01     | 02     | 004    |
| 09     | Australien             | 0    | 08     | 07     | 015    |
| 10     | Malaysia               | 0    | 07     | 04     | 011    |
| 11     | Kuba                   | 0    | 06     | 03     | 009    |
| 12     | Italien                | 0    | 03     | 04     | 007    |
| 13     | Vereinigte Staaten     | 0    | 03     | 04     | 007    |
| 14     | Schweden               | 0    | 01     | 0      | 001    |
| Gesamt | Gesamt                 | 105  | 109    | 101    | 315    |